# Francesco De Martino
Francesco De Martino (Napoli, 31 maggio 1907 – Napoli, 18 novembre 2002) è stato un giurista e politico italiano, tra i massimi esponenti del socialismo in italia, più volte segretario del Partito Socialista Italiano e due volte vicepresidente del Consiglio dei ministri nei governi Rumor e Colombo.

## Biografia

### Attività accademica

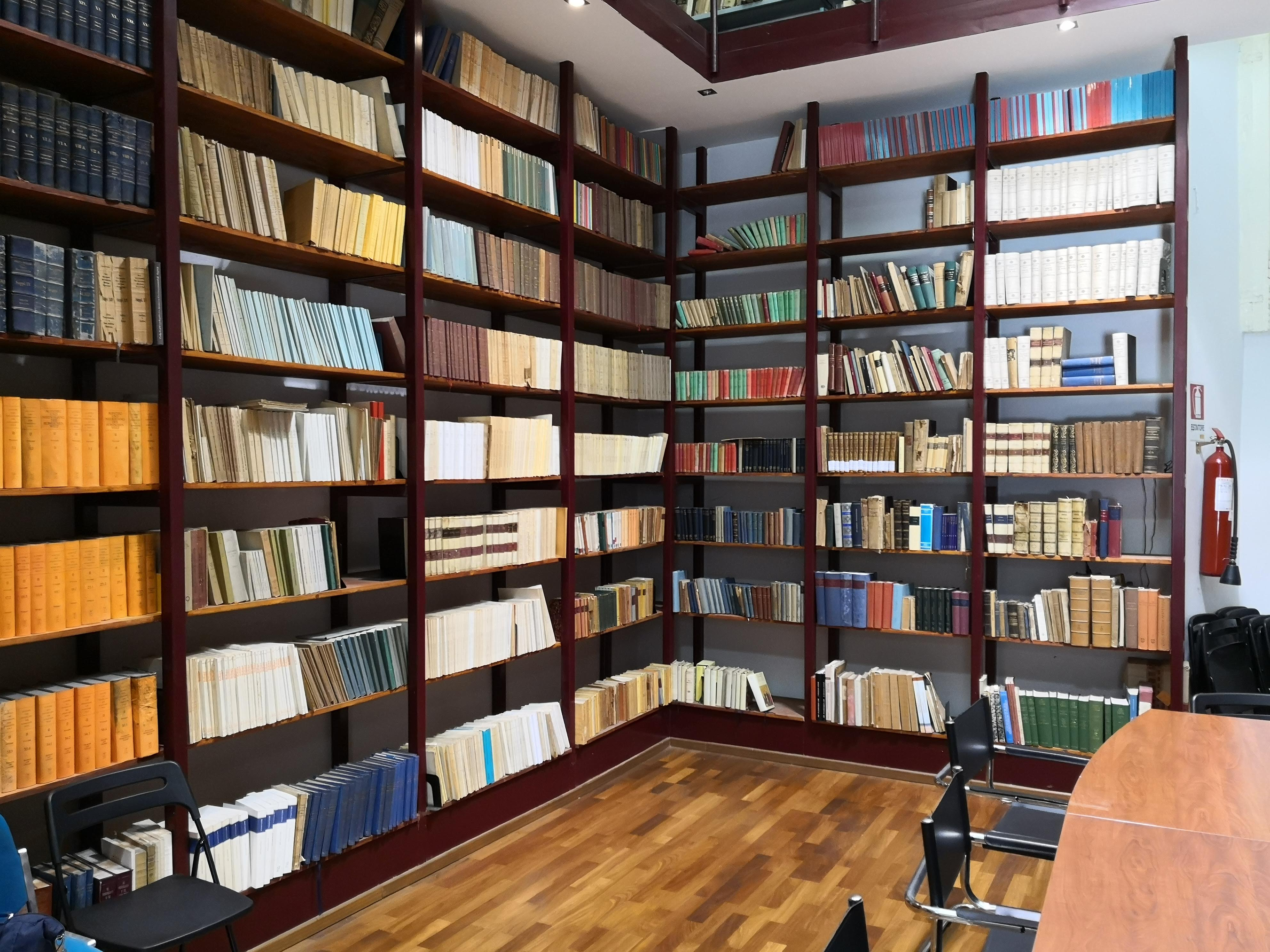
Fondo Francesco De Martino - Dipartimento di Giurisprudenza - Università degli Studi di Napoli "Federico II" - sezione riviste

Nato il 31 maggio 1907 a Napoli, si laureò presso la facoltà di giurisprudenza all'Università degli Studi di Napoli "Federico II", dove fu allievo di Enrico De Nicola, dedicandosi alla ricerca nel campo del diritto e dell'economia romana, di cui divenne un illustre studioso noto anche all'estero.
Professore emerito di storia del diritto romano nelle Università di Messina, Bari e poi nella sua alma mater a Napoli. Da accademico dei Lincei, pubblicò numerose opere nel campo delle istituzioni e dell'economia dell'antica Roma. Tra di esse vanno ricordate l'imponente Storia della costituzione romana in sei volumi, tra le maggiori trattazioni romanistiche del Novecento, che fu definita da Nicholas Purcell come il più ambizioso tentativo di intraprendere un compito del genere nei nostri tempi, e la Storia economica di Roma antica, tradotta in tedesco, spagnolo e inglese.
A lui sono intitolati il Dipartimento di Diritto Romano, Storia e Teoria del Diritto dell'Università degli Studi di Napoli "Federico II" e la relativa Biblioteca.

### Attività politica

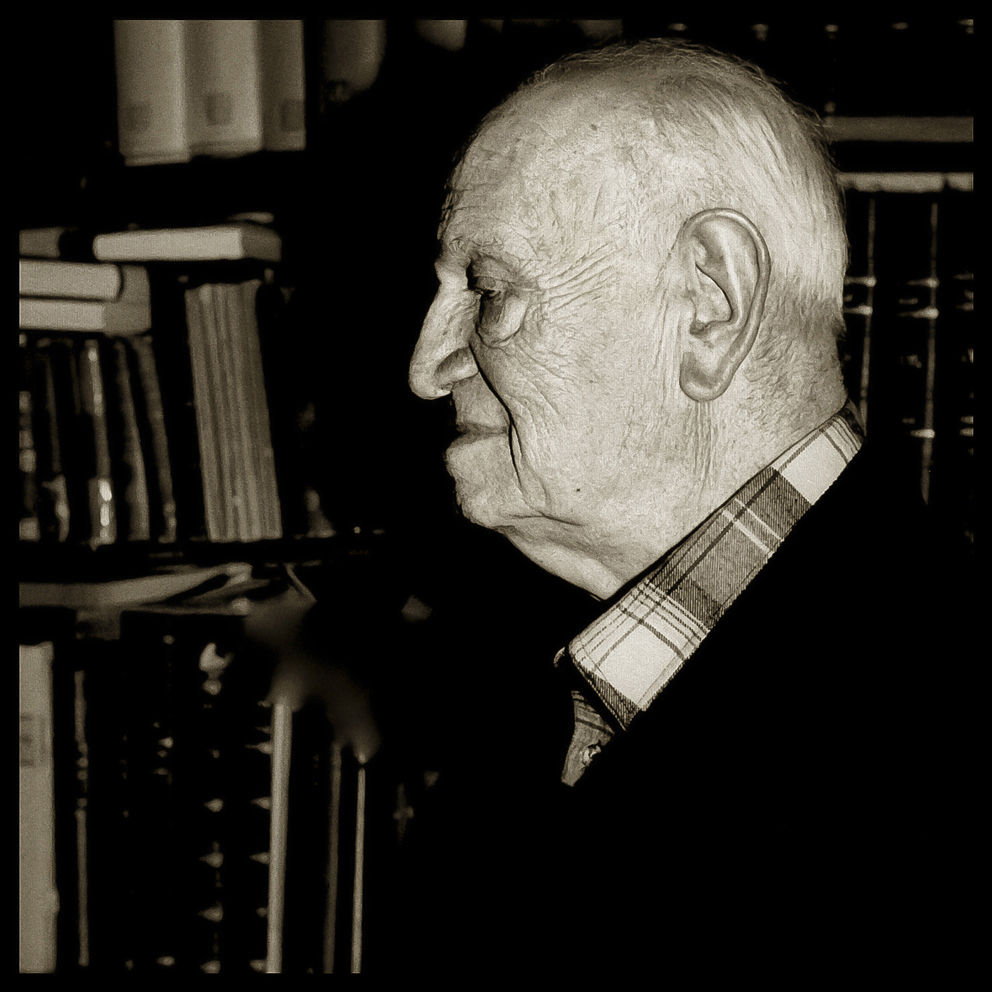
Francesco De Martino nel 1995

Si iscrisse nel 1943 al Partito d'Azione; allo scioglimento di questo, nel 1947 confluì nel Partito Socialista Italiano.
Alle prime elezioni politiche della nuova Repubblica Italiana nel 1948 fu eletto alla Camera dei deputati con il Fronte Democratico Popolare dei comunisti e socialisti. Presto conquistò la fiducia del segretario del partito Pietro Nenni, di cui divenne vicesegretario.
Nel 1959 Nenni gli affidò la guida della rivista socialista Mondoperaio.

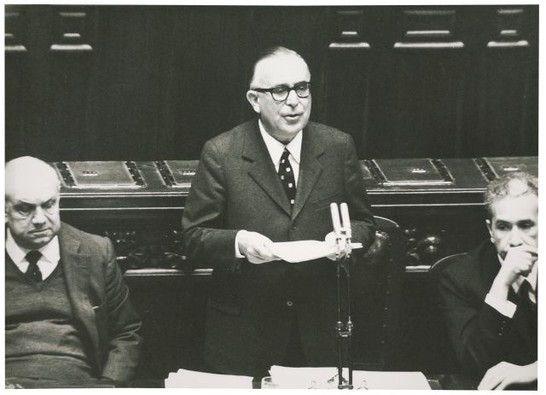
De Martino con Mariano Rumor e Aldo Moro nel 1970.

Nel PSI rivestì ruoli direttivi, divenendone più volte segretario nazionale: dal 1963 al 1968, poi per un anno tra il 1969 e il 1970, e infine dal 1971 al 1976. In questi anni fu anche vicepresidente del Consiglio nei governi Rumor e Colombo; nel 1971 fu il candidato delle sinistre alla presidenza della Repubblica per venti scrutini, prima che venisse eletto il democristiano Giovanni Leone.
Nel luglio 1976 fu estromesso da segretario del partito dopo che il PSI alle elezioni del giugno 1976 era sceso per la seconda volta sotto il 10%; al suo posto venne eletto segretario Bettino Craxi. 
Il 5 aprile 1977 venne rapito a Napoli suo figlio Guido, che rimase prigioniero per 40 giorni. Per la sua liberazione i rapitori chiesero un riscatto di un miliardo di lire che venne raccolto con una colletta. Guido venne liberato il 15 maggio.
De Martino fu deputato ininterrottamente dal 1948 al 1983; nel 1983 fu eletto senatore su candidatura comune socialista e comunista nel collegio senatoriale napoletano di Chiaia-San Ferdinando-Posillipo. Nel 1987, ormai in netta minoranza nel contrasto con Craxi, rinunciò alla candidatura al Parlamento poiché la direzione nazionale del PSI aveva deciso di non ripetere l'esperienza di candidature unitarie al Senato col PCI.
Nel 1991 viene nominato senatore a vita dal Presidente della Repubblica Francesco Cossiga, per aver illustrato la patria con altissimi meriti nei campi civile, letterario, scientifico. In quanto membro anagraficamente più anziano, fu presidente provvisorio del Senato nel 1992, 1994 e 1996, in occasione delle sedute inaugurali dell'XI, XII e XIII legislatura.
Negli ultimi anni si avvicinò ai post-comunisti Democratici di Sinistra e nel 2001 s'iscrisse al loro gruppo parlamentare al Senato.
De Martino muore a Napoli il 18 novembre 2002, all'età di 95 anni.

## Opere
- Francesco De Martino, Storia della Costituzione romana, Napoli, Jovene, 1951-1972.
- Francesco De Martino, Storia economica di Roma antica, Firenze, La Nuova Italia, 1979-1980.